# رود اراکاوا (فوکوشیما)
رود اراکاوا (به لاتین: Arakawa River) یک رود در ژاپن است که در استان فوکوشیما واقع شده‌است.